# 술달린과일먹는박쥐
술달린과일먹는박쥐(Artibeus fimbriatus)는 주걱박쥐과(신세계잎코박쥐과)에 속하는 남아메리카 박쥐의 일종이다. 아르헨티나와 브라질, 파라과이에서 발견된다.

## 특징
보통 크기의 박쥐로 몸통 길이가 95.2mm이고 전완장이 59.4~71mm이다. 발 길이는 23.5mm, 귀 길이는 18mm, 몸무게는 최대 54g이다. 털이 길고 부드럽다. 등 쪽은 흑갈색이고 배 쪽은 좀더 밝은 색을 띤다. 주둥이는 짧고 넓다. 잎코가 잘 발달해 있고 피침형 모양이다.

## 생태
먹이는 케크로피아속, 박과, 무화과나무속, 후추속, 가지속, 바소비아속을 포함하는 식물의 열매이다. 두 번의 번식기를 갖고 있다. 파라과이에서 1월에 수컷 새끼가 7월에 새끼를 밴 암컷이 발견되는 반면에 브라질 파라나주에서 3월에 암컷 새끼가 4월에 수컷 새끼가 포획된다.

## 분포 및 서식지
브라질 동부 바이아주부터 히우그란지두술주까지, 파라과이 남동부, 아르헨티나 북동부 지역에 널리 분포한다. 해발 최대 530m 이하의 습윤 열대 숲에서 서식한다.